# Fredfisk
Fredfisk er ferskvandsfisk der lever af mindre dyr i vandet og planter i modsætning til rovfisk, der lever af fisk.
Hvis der er rigtig mange fredfisk som skaller og brasener, kan det være et tegn på at vandet er meget næringsrigt, dvs. at der er mange alger, og det resulterer i af vandet bliver uklart. Fredfiskene æder det dyreplankton, som fx dafnier og andre smådyr, der ellers skulle æde algerne og dermed gøre vandet klarere. Det er også et problem for rovfiskene, så det er nødvendigt at manipulere alle ændre den bestand af fisk der er i søen via biomanipulation.[kilde mangler]
Typiske danske fredfisk er:
- skalle
- suder
- brasen
- karusse
- karpe